# Сент-Джон, Оливер, 1-й барон Сент-Джон из Блетсо
Оливер Сент-Джон (англ. Oliver St John; приблизительно 1522 — 21 апреля 1582) — английский аристократ, 1-й барон Сент-Джон из Блетсо с 1559 года. До получения титула заседал в Палате общин как рыцарь от графства (1547).

## Биография
Оливер Сент-Джон принадлежал к старинной дворянской семье, представители которой владели землями в Бедфордшире, Кембриджшире и, вероятно, в Хантингдоншире. Они состояли в родстве с Тюдорами: Оливер происходил в четвёртом поколении от Маргарет Бошан из Блетсо, бабки короля Генриха VII, и, соответственно, приходился Генриху VIII троюродным племянником. По той же линии он происходил от баронов Бошанов из Блетсо, заседавших в парламенте в XIV веке.
Оливер родился приблизительно в 1522 году в семье сэра Джона Сент-Джона и его жены Маргарет Уолдгрейв. Он начал свою карьеру при дворе принца Уэльского Эдуарда, ставшего в 1547 году королём Эдуардом VI. В том же году благодаря своим придворным связям и отцовскому влиянию Сент-Джон был избран депутатом Палаты общин от Бедфордшира. В 1551 году он занимал должность верховного шерифа Бедфодшира и Бакингемшира, в 1560—1569 годах — лорда-лейтенанта Бедфордшира. 13 января 1559 года ему был пожалован титул барона Сент-Джона из Блетсо. В разные годы Сент-Джон исполнял обязанности мирового судьи в тех графствах, где у него были владения. Историки отмечают, что он демонстрировал свою преданность королеве Елизавете.
Барон был женат дважды. До 8 февраля 1542 года он женился на Агнес Фишер, дочери сэра Джона Фишера, и в этом браке родились четыре сына и шесть дочерей:
- Джон[5];
- Оливер[8];
- Томас[9];
- Фрэнсис;
- Марта, жена Джона Чейни и Джеймса Колбронда;
- Юдит, жена сэра Джона Пелхама[10];
- Маргарет, жена Николаса Лука;
- Анна, жена Роберта Корбета и сэра Роберта Литтона;
- Марджори;
- Агнес.

До 28 августа 1572 года барон женился на Элизабет Чамбер, дочери Джеффри Чамбера и вдове сэра Уолтера Стонора, Реджинальда Коньерса и Эдуарда Гриффина. Этот брак обогатил Сент-Джона, но остался бездетным.